# Wigan Casino
Das Wigan Casino war ein englischer Nachtclub in Wigan in Greater Manchester und bestand zwischen Mitte der 1960er Jahre und 1981. Der Nachtclub wurde ab 1971 als Spielstätte für die vor allem in Nordengland und den Midlands aktive Musikbewegung Northern Soul bekannt.

## Geschichte
Das „Wigan Casino“ begann ursprünglich als einfacher Festsaal mit dem Namen „The Empress“. Der damalige Manager Mike Walker überzeugte zusammen mit dem örtlichen DJ Russ Winstanley den Verpächter Gerry Marshall, dort Allnighters abzuhalten. Nach dessen Zustimmung verlegte Winstanley sein eigentlich im örtlichen Rugbyclub installiertes Set in den „Casino Club“, unter dem das Gebäude zu diesem Zeitpunkt bekannt war.
Am Sonntag, den 23. September 1973, um 02:00 Uhr öffnete das „Wigan Casino“ zu dem ersten Northern-Soul-Allnighter, Winstanley war DJ. Sie setzten dort das Erbe fort, welches durch Clubs wie den Twisted Wheel in Manchester, den Chateau Impney in Droitwich, The Catacombs in Wolverhampton oder dem Golden Torch in Tunstall hinterlassen wurde. In Folge frequentierten Gäste aus ganz Großbritannien das „Wigan Casino“ regelmäßig, um dort die neuesten Künstler aus dem Bereich Northern Soul zu hören und zu tanzen. Unter anderem traten dort Jackie Wilson, Edwin Starr und Junior Walker auf. Die Schlangen am Eingang dehnten sich in dieser Zeit auf eine Breite von fünf bis sechs Personen die gesamte Straße herauf aus. Ein zweiter Ballsaal innerhalb des Casino, genannt „Mr. M's“ war bis 06:00 Uhr geöffnet, hier lag der Schwerpunkt auf Oldies. Jeder dieser Allnighter endete mit drei bestimmten Liedern, die als die „3 before 8“ bekannt wurden: „Time Will Pass You By“ von Tobi Legend, „Long After Tonight Is Over“ von Jimmy Radcliffe und „I’m On My Way“ von Dean Parrish. Über fünf Millionen Menschen besuchten diese Soul Sessions, die auch montags, mittwochs und freitags abgehalten wurden.
Der Nachtclub wurde am 6. Dezember 1981 geschlossen. In dieser Nacht musste Winstanley die „3 before 8“ drei Mal hintereinander spielen, auch danach weigerten sich die Gäste, die Räumlichkeiten zu verlassen. Erst als der DJ Frank Wilsons „Do I Love You (Indeed I Do)“ spielte, brach der „Fluch der Hysterie“, wie es Winstanley später nannte. Dieses letzte Lied des „Wigan Casino“ wurde später eines der bekanntesten des Northern Soul. Jährlich finden Wiedersehenstreffen statt, die von einigen der ursprünglichen DJs des Clubs veranstaltet werden.
Seit 2009 befindet sich auf dem ehemaligen Clubgelände das Einkaufszentrum „Grand Arcade“.

## Rezeption
- 1977 entstand mit „This England“ eine Fernsehdokumentation über das Wigan Casino.
- 1978 bewertete das amerikanische Billboard den Klub als „The Best Disco in the World“ (Die Beste Disco in der Welt), noch vor dem Studio 54 in New York.[4]
- Russ Winstanley und Dave Nowell schrieben mit „Soul Survivors, The Wigan Casino Story“ ihr Buch zur Geschichte des Clubs.
- Das Theaterstück Once upon a time in Wigan wurde im Februar 2003 im Contact Theatre in Manchester uraufgeführt und ist seitdem in Großbritannien auf Tournee.
- Ein Großteil des 2010 uraufgeführten Filmes Soulboy spielt im Wigan Casino